# Asclepias expansa
Asclepias expansa är en oleanderväxtart som först beskrevs av Ernst Meyer, och fick sitt nu gällande namn av Rudolf Schlechter. Asclepias expansa ingår i släktet sidenörter, och familjen oleanderväxter. Inga underarter finns listade i Catalogue of Life.